# Minor Earth, Major Sky
Minor Earth, Major Sky ist das sechste Studioalbum der norwegischen Pop-Rockband a-ha. Es erschien am 14. April 2000.

## Geschichte
Nach sieben Jahren Pause veröffentlichten a-ha im April 2000 ihr Comebackalbum. Beinahe die gesamte Platte wurde mit dem Produzenten Niven Garland, insbesondere für den wichtigen deutschen Markt, radiofreundlich überarbeitet. Summer Moved On, das Titelstück und die Savoy-Coverversion Velvet sowie The Sun Never Shone That Day wurden als Singles ausgekoppelt. Auch wurde mit I Wish I Cared erstmals eine Internet-Download-Single veröffentlicht, die erste der Band und damals noch recht selten. Das Album erreichte Platz 1 und Platin-Status in Deutschland.

## Kritik
Aaron Badgley von Allmusic schrieb, produktionstechnisch sei die Platte nahezu perfekt. Er kritisierte, dass das Tempo der Stücke nicht sonderlich variiert werde. Insgesamt sei dies ein gutes Album. Er vergab 3 von 5 Sternen.

## Titelliste
1. Minor Earth Major Sky – 5:25 (Furuholmen/Waaktaar-Savoy)
2. Little Black Heart – 4:35 (Furuholmen/Waaktaar-Savoy)
3. Velvet – 4:21 (Waaktaar-Savoy/Lauren Savoy)
4. Summer Moved On – 4:38 (Waaktaar-Savoy)
5. The Sun Never Shone That Day – 4:40 (Waaktaar-Savoy/Lauren Savoy)
6. To Let You Win – 4:24 (Harket/Havard Rem)
7. The Company Man – 3:15 (Furuholmen/Waaktaar-Savoy)
8. Thought That It Was You – 3:50 (Harket/Ole Sverre-Olsen)
9. I Wish I Cared – 4:23 (Furuholmen)
10. Barely Hanging On – 3:56 (Waaktaar-Savoy)
11. You’ll Never Get Over Me – 5:40 (Waaktaar-Savoy)
12. I Won’t Forget Her – 4:44 (Waaktaar-Savoy)
13. Mary Ellen Makes the Moment Count – 4:51 (Waaktaar-Savoy)

### Bonustitel
1. Summer Moved On (remix) – 6:00 (Japan-Ausgabe)
2. Minor Earth Major Sky (remix) (Russische Ausgabe)
3. Velvet (Stockholm mix) (Russische Ausgabe)

## Kommerzieller Erfolg

### Chartplatzierungen
| ChartsChartplatzierungen     | Höchstplatzierung | Wochen |
| ---------------------------- | ----------------- | ------ |
| Deutschland (GfK)            | 1 (44 Wo.)        | 44     |
| Norwegen (IFPI)              | 1 (23 Wo.)        | 23     |
| Österreich (Ö3)              | 4 (11 Wo.)        | 11     |
| Schweiz (IFPI)               | 3 (18 Wo.)        | 18     |
| Vereinigtes Königreich (OCC) | 27 (3 Wo.)        | 3      |

| ChartsJahrescharts (2000) | Platzierung |
| ------------------------- | ----------- |
| Deutschland (GfK)         | 15          |
| Schweiz (IFPI)            | 63          |

### Auszeichnungen für Musikverkäufe
| Land/Region          | Auszeichnungen für Musikverkäufe (Land/Region, Auszeichnung, Verkäufe) | Verkäufe |
| -------------------- | ---------------------------------------------------------------------- | -------- |
| Deutschland (BVMI)   | Platin                                                                 | 300.000  |
| Schweiz (IFPI)       | Gold                                                                   | 25.000   |
| Spanien (Promusicae) | Gold                                                                   | 50.000   |
| Insgesamt            | 2× Gold · 1× Platin ·                                                  | 375.000  |